# Tsutomu Hanabusa
Tsutomu Hanabusa (英 勉, Hanabusa Tsutomu) (Kyoto, 1968) és un director de cinema japonès.

## Filmografia
| Any  | Pel·lícula                                      | Acreditat com | Acreditat com | Distribuïdors                                                        | Ref.  |
| Any  | Pel·lícula                                      | Director      | Guionistes    | Distribuïdors                                                        | Ref.  |
| ---- | ----------------------------------------------- | ------------- | ------------- | -------------------------------------------------------------------- | ----- |
| 2008 | The Handsome Suit                               | Sí            | No            | Asmik Ace                                                            |       |
| 2011 | High School Debut                               | Sí            | No            | Asmik Ace                                                            |       |
| 2011 | Go! Boys' School Drama Club                     | Sí            | No            | HDYMP Showgate                                                       |       |
| 2012 | Sadako 3D                                       | Sí            | Sí            | PKDN Films, Lionsgate Films                                          |       |
| 2013 | Sadako 3D 2                                     | Sí            | No            | PKDN Films, Lionsgate Films                                          |       |
| 2015 | Heroine Shikkaku                                | Sí            | No            | Warner Bros.                                                         |       |
| 2015 | Osamatsu-Kun                                    | Sí            | No            | HDYMP Showgate                                                       |       |
| 2017 | Asahinagu                                       | Sí            | Sí            | Toho, NBCUniversal Entertainment Japan                               |       |
| 2017 | Miseinen Dakedo Kodomo Janai                    | Sí            | No            | Toho                                                                 |       |
| 2018 | Real Girl                                       | Sí            | Sí            | Warner Bros.                                                         |       |
| 2019 | Kakegurui – Compulsive Gambler                  | Sí            | Sí            | GAGA Corp.                                                           | [ 4 ] |
| 2020 | Keep Your Hands Off Eizouken!                   | Sí            | No            | Toho, NBCUniversal Entertainment Japan                               |       |
| 2020 | Project Dream: How to Build Mazinger Z's Hangar | Sí            | No            | Bandai Namco Arts, Tokyo Theatres, Sony Pictures (Columbia Pictures) |       |
| 2020 | Grand Blue                                      | Sí            | No            | CJ Constantin Film, Warner Bros.                                     |       |
| 2020 | Humanoid Monster Bela                           | Sí            | No            | DLE                                                                  |       |
| 2021 | Kakegurui 2: Ultimate Russian Roulette          | Sí            | Sí            | GAGA Corp.                                                           | [ 5 ] |
| 2021 | Tokyo Revengers                                 | Sí            | No            | Warner Bros.                                                         |       |
| 2023 | Tokyo Revengers 2: Bloody Halloween Part 1      | Sí            | No            | Warner Bros.                                                         | [ 6 ] |
| 2023 | Tokyo Revengers 2: Bloody Halloween Part 2      | Sí            | No            | Warner Bros.                                                         | [ 7 ] |